# Dormono le cime dei monti
Dormono le cime dei monti è il titolo comunemente assegnato al Fr. 49 Garzya di Alcmane. È noto anche col titolo alternativo "Notturno", poiché il topos della descrizione del paesaggio in quiete influenzò anche i successivi poeti Virgilio, Ludovico Ariosto, Torquato Tasso, Giacomo Leopardi e Gabriele D'Annunzio.
πρώονές τε καὶ χαράδραι

φῦλά τʼ ἑρπέτ' ὅσα τρέφει μέλαινα γαῖα

θῆρές τʼ ὀρεσκώιοι καὶ γένος μελισσᾶν

καὶ κνώδαλʼ ἐν βένθεσσι πορφυρέας ἁλός·

εὕδουσι δʼ οἰωνῶν γένος τανυπτερύγων.»
i picchi e i dirupi,

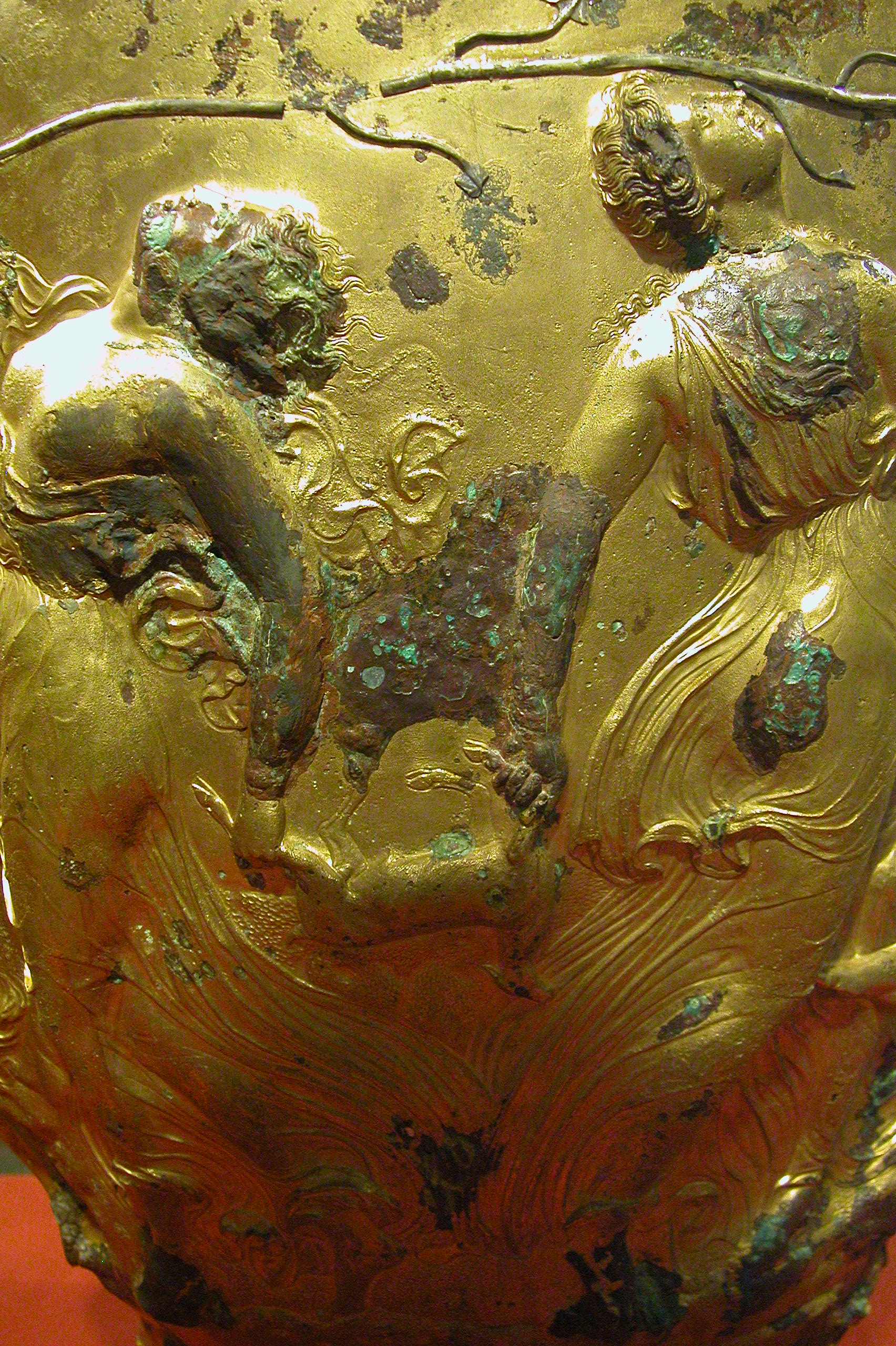
Menadi danzanti, che portano un agnello o capretto sacrificale

e le famiglie di animali, quanti nutre la nera terra,

e le fiere abitatrici dei monti e la stirpe delle api

e i mostri negli abissi del mare purpureo;

dormono le schiere degli uccelli dalle larghe ali.»
In questo frammento si descrive, con una tipica Ringkomposition arcaica, il fatto che cime dei monti, gli abissi, i promontori e i burroni sembrano dormire nella quiete della notte. E tutti gli animali che trovano la terra come fonte di sostentamento, insieme a tutte le api esistenti e gli animali feroci delle montagne, dormono, così come tutti i tipi di uccelli che hanno le ali lunghe, ed i mostri, che vivono nelle profondità marine, tra le acque scurite dalle tenebre sopraggiunte.
Ogni parola e ogni immagine del brano di Alcmane ha precisi antecedenti in Omero, come, peraltro, in tutta la lirica arcaicaː la terra è μέλαινα come il mare è purpureo, gli uccelli sono τανυπτερύγων e le fiere ὀρεσκώιοι, riprendendo epiteti formulari tipici dell'Odissea.
A livello stilistico, a parte l'uso del dialetto dorico, si nota la duplice anafora di εὕδουσι e la variatio φῦλά ... γένος ... γένος, che mira a dare sacralità alla descrizione della notte con una ripetizione variata del termine indicante le specie.